# License to Dream
License to Dream è il terzo album del gruppo musicale statunitense Kleeer, pubblicato dall'etichetta discografica Atlantic nel 1981.
L'album è prodotto da Dennis King e lo stesso gruppo, i cui membri firmano alternativamente tutti i brani.
Dal disco vengono tratti quattro singoli: Running Back to You, Get Tough, License to Dream e De Kleeer Ting.

## Tracce

### Lato A
1. De Kleeer Ting
2. Running Back to You
3. Sippin' & Kissin'
4. Hypnotized

### Lato B
1. License to Dream
2. Get Tough
3. Say You Love Me
4. Where Would I Be (Without Your Love)